# Ольшанка (Добринский район)
Ольша́нка — деревня в Добринском районе Липецкой области. Входит в Хворостянский сельсовет.

## География
Расположена на правом берегу притока реки Матрёнки.

## История
Возникло во второй половине XVIII века. Упоминается в документах 1782 года
В 1895 году проживало 500 душ обоего пола, бывшие крепостные Вельяминовых и Вяземских.
Название — по ольховым кустам.

## Население
| 1895 | 2010 |
| ---- | ---- |
| 500  | ↘21  |

## Объект культурного наследия
Курганная группа  (2 насыпи).   